# Kingo-Samuel
Kingo-Samuel is een parochie van de Deense Volkskerk in de Deense gemeente Kopenhagen. De parochie maakt deel uit van het bisdom Kopenhagen en telt 9.991 kerkleden op een bevolking van 21.788 (2015). Het gebied van de parochie werd tot 1970 gerekend onder Sokkelund Herred.
Kingo-Samuel werd gesticht in 2008. In dat jaar werd de voromalige parochies Kingo samengevoegd met Samuels tot de nieuwe parochie Kingo-Samuel.

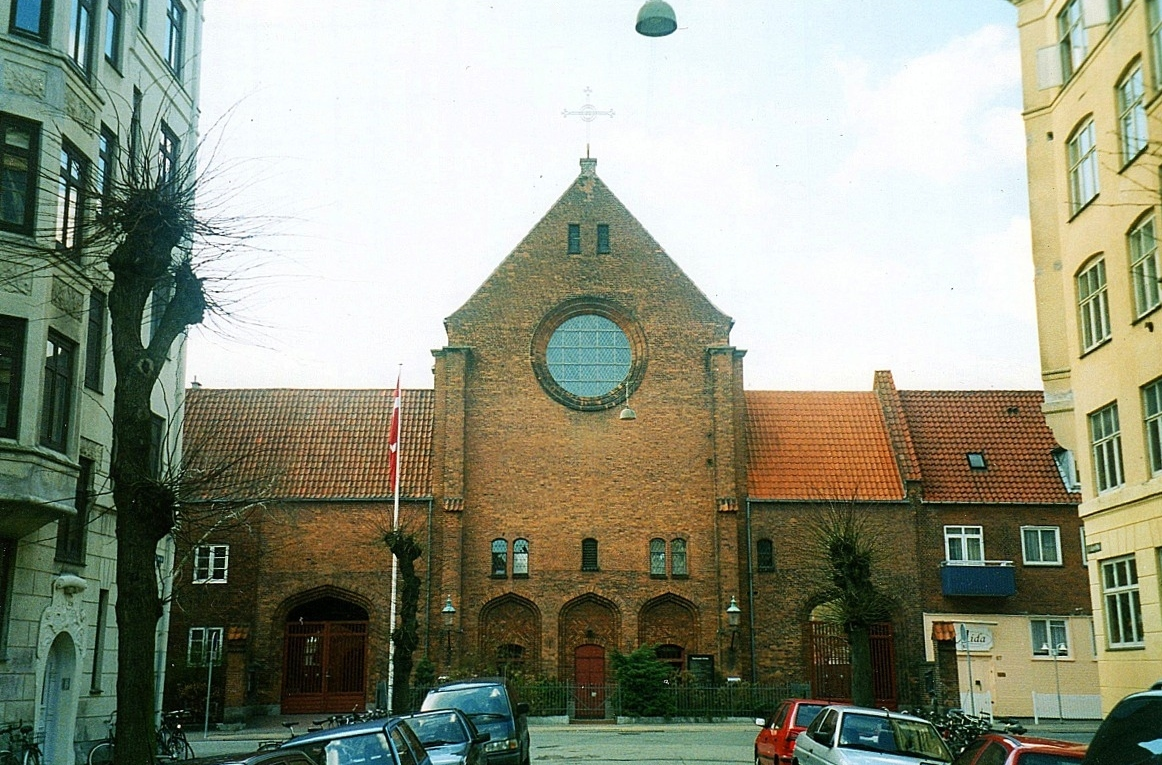
Samuels kirke

Aaker · Aalholm · Absalons · Advent · Aldersro · Allehelgens · Allinge-Sandvig · Anna · Ansgar · Apostelkirkens · Bellahøj · Bethlehem · Bispebjerg · Blågårdens · Bodilsker · Brønshøj · Christian · Christiansø · Davids · De Gamles Bys · Dragør · Elias · Emdrup · Enghave · Filip · Flintholm · Fredens-Nazaret · Frederiks · Frederiksberg · Frederiksberg Slotssogn · Frihavns · Garnisons · Gethsemane · Godthaab · Grøndals · Gudhjem · Hans Egedes · Hasle · Helligånds · Højdevang · Holmens · Husum · Husumvold · Hyltebjerg · Ibsker · Islands Brygges · Johannes Døbers · Kapernaums · Kastel · Kastrup · Kildevælds · Kingo-Samuel · Kingos · Klemensker · Knudsker · Korsvejens · Kristkirkens · Lindevang · Lundehus · Margrethe · Maria · Mariendal · Nathanaels · Nexø · Nyker · Nylarsker · Olsker · Østerlarsker · Østermarie · Østervold · Pedersker · Poulsker · Rø · Rønne · Rosenvænget · Rutsker · Samuels · Sankt Andreas · Sankt Jakobs · Sankt Johannes · Sankt Lukas · Sankt Markus · Sankt Matthæus · Sankt Pauls · Sankt Stefans · Sankt Thomas · Simeons · Simon Peter · Sion · Skelgårds · Solbjerg · Solvang · Store Magleby · Sundby · Sundkirkens · Svaneke · Sydhavn · Tagensbo · Tårnby · Timotheus · Tingbjerg · Trinitatis · Utterslev · Valby · Vanløse · Vesterbro · Vestermarie · Vigerslev · Vor Frelsers · Vor Frue